# Gerd Bollmann (Sprecher)
Gerd Bollmann (* 1928 in Bremen; † 26. November 2009 in Bremen) war ein deutscher Sprecher.
Bollmann arbeitete für verschiedene Sendeanstalten der ARD, bevor er 1962 zum Hessischen Rundfunk kam. Er war stellvertretender Chefsprecher des hr und seit 1981 für die Aus- und Fortbildung des Sprechernachwuchses zuständig. In Zusammenarbeit mit der Abteilung Aus-, Fort und Weiterbildung entwickelte Bollmann das erste Sprechervolontariat der ARD.
1990 wurde Gerd Bollmann pensioniert und starb 2009 in Bremen.